# 福岡高速3號機場線
福岡高速3號機場線（日语：／ Fukuoka kōsoku 3 gō kūkō sen */?）是從日本福岡縣福岡市博多區豐系統交流道到機場通出入口的福岡高速道路路線。現有往福岡機場的延伸計畫。

## 概要
「福岡高速3号線」概要如下。
- 路段: 福岡市博多區東光二丁目 - 福岡市博多區豐二丁目
- 總長: 0.6公里
- 建設費: 65億日圓
- 寬度: 8.50m×2層
- 工期: 1973年 - 2007年

全長僅0.6公里，環狀線的道路標誌以機場通出入口表示，實質上本路線被視為是機場通出入口的匝道。

## 延伸計画
從機場通匝道往福岡機場國內線航廈附近的延伸計畫。往機場的延伸部分被定位成地域高規格道路的候補路線「福岡機場聯絡道路」。2015年3月福岡市發表事業推進方針。
2015年9月在福岡市議會常任委員会提出延伸路線的三方案
1. 機場通（日语：空港通り (福岡市)）上方構築高架道路
2. 機場通附近以地下隧道直結
3. 在機場通北方迂迴新設高架道路（緩和第一案的航高限制）

研討報告，並依據此三方案於9月25日至10月16日對市民進行問卷調查。此外，為了本研討另行設置了「福岡機場相關快速道路計画策定程序第三者委員会」。

## 交流道
- 路線名未特別標記者為市道。

| 出入口編號                   | 中文設施名     | 日文設施名 | 英文設施名 | 接續路線名                                           | 起點起計（公里） |
| ---------------------------- | -------------- | ---------- | ---------- | ---------------------------------------------------- | ---------------- |
| -                            | 豐系統交流道   |            |            | 福岡高速環狀線 香椎、天神方向 正在興建完整系統交流道 |                  |
| 301                          | 機場通出入口   |            |            |                                                      | 0.6              |
|                              | 機場北口出入口 |            |            |                                                      | 1.4              |
| 福岡機場聯絡道路（候補路線） |                |            |            |                                                      |                  |

## 歷史
- 1989年（平成元年）3月4日：豐系統交流道～機場通出入口啟用，全線通車[8][9]。
- 2012年（平成24年）7月21日：隨著環狀線全線通車，被賦與「機場線」（機場線3）的通稱。

## 路線狀況

### 路線編號
3

### 連接高速公路
- 福岡高速環状線（於豐系統交流道（日语：豊ジャンクション）連接）

### 交通量
24小時交通量（台）　道路交通調查
| 区間                        | 平成17（2005）年度 | 平成22（2010）年度 | 平成27（2015）年度 |
| --------------------------- | ------------------ | ------------------ | ------------------ |
| 豐系統交流道 - 機場通出入口 | 6,506              | 5,115              | 5,164              |

（來源：「平成22年度道路交通調查 （页面存档备份，存于）」・「平成27年度全国道路・街路交通情勢調査 （页面存档备份，存于）」（從国土交通省網頁摘取資料作成）

## 腳注
1. ↑  豊ジャンクションの動画（MPEG） （页面存档备份，存于） - 福岡北九州高速道路公社
2. ↑  福岡北九州高速道路公社40年史編集委員会 (编).  (PDF). 2012-12: 2  [2013-06-05].
3. ↑  国土交通省道路局・国土交通省都市・地域整備局.  (PDF) (报告).   [2013-06-05]. （原始内容 (PDF)存档于2021-04-12）.
4. ↑   (PDF) (新闻稿). 福岡市道路下水道局・住宅都市局. 2015-03-17  [2015-09-26]. （原始内容 (PDF)存档于2015-09-27）.
5. ↑  . 西日本新聞経済電子版. 2015-09-17  [2015-10-13]. （原始内容存档于2015-09-23）.
6. ↑   (PDF) (新闻稿). 福岡市住宅都市局都市計画部自動車専用道路担当. 2015-09-25  [2015-10-13]. （原始内容 (PDF)存档于2016-03-05）.
7. ↑  . 福岡市住宅都市局都市計画部自動車専用道路担当.   [2015-10-13]. （原始内容存档于2015-10-11）.
8. ↑  ふくきたネットワーク 2012，第14頁.
9. ↑  40年史 2012，第18頁.

## 相關項目
- 福岡高速道路
- 九州地方道路列表

## 外部連結
- 福岡北九州高速道路公社 （页面存档备份，存于）